# Serpula triquetra
Serpula triquetra är en ringmaskart som beskrevs av non Linnaeus, sensu Fabricius 1780. Serpula triquetra ingår i släktet Serpula och familjen Serpulidae. Inga underarter finns listade i Catalogue of Life.